# Kutlu, Ardanuç
Kutlu là một xã thuộc huyện Ardanuç, tỉnh Artvin, Thổ Nhĩ Kỳ. Dân số thời điểm năm 2010 là 84 người.